# Gonactiniidae
Gonactiniidae é uma família de cnidários antozoários da subordem Protantheae, ordem Actiniaria.

## Géneros
- Gonactinia Sars, 1851
- Protanthea Carlgren, 1891